# Lethe fixseni
Lethe fixseni är en fjärilsart som beskrevs av Butler 1881. Lethe fixseni ingår i släktet Lethe och familjen praktfjärilar. Inga underarter finns listade i Catalogue of Life.